# Paduniella ceylanica
Paduniella ceylanica är en nattsländeart som beskrevs av Georg Ulmer 1915. Paduniella ceylanica ingår i släktet Paduniella och familjen tunnelnattsländor. Inga underarter finns listade i Catalogue of Life.